# Strutture edili pesanti
I sistemi costruttivi o le strutture si ritengono pesanti quando sono tenute in piedi dal proprio peso: un comportamento contraddistinto dalla ‘resistenza per massa’. La sollecitazione prevalente a cui questo tipo di strutture sono sottoposte è la compressione e la resistenza maggiore offerta dai materiali impiegati è appunto a questo tipo di sforzo. Anche il sistema costruttivo tende ad essere coerente con il comportamento strutturale ed utilizza soprattutto il peso delle parti costitutive per dare solidità alla intera costruzione.
L'indubbio successo e l'importanza del peso nella storia dell'architettura delle costruzioni pesanti non sono però di natura tecnologica e strutturale, ma dipendono dal bisogno di protezione da un lato, dal desiderio di dominare il tempo dall'altro. Un involucro edilizio opaco e consistente separa e quindi protegge gli abitanti della casa dal mondo esterno. In molte civiltà (ma non tutte) la casa doveva contrastare l'azione degli agenti atmosferici, oppure quella di estranei e nemici, oppure ancora dai fattori sia ambientali sia antropici. Inoltre la costruzione che sfida il tempo diventa testimonianza culturale, rende riconoscibile ai singoli il valore del gruppo, rafforza la trasmissione ereditaria tra le generazioni.

## La pietra
Le costruzioni primordiali in pietra sono notoriamente i menhir (seguiti dai dolmen) e le piramidi. Il principio costruttivo che appare nel neolitico si basa sulla sovrapposizione di elementi in pietra più e meno grandi: dal sasso al megalite. L'apparizione della volta come struttura orizzontale matura in epoche relativamente più recenti nelle camere sepolcrali spesso ipogee o interne alle stesse piramidi.
Le origini delle costruzioni (architetture) in pietra

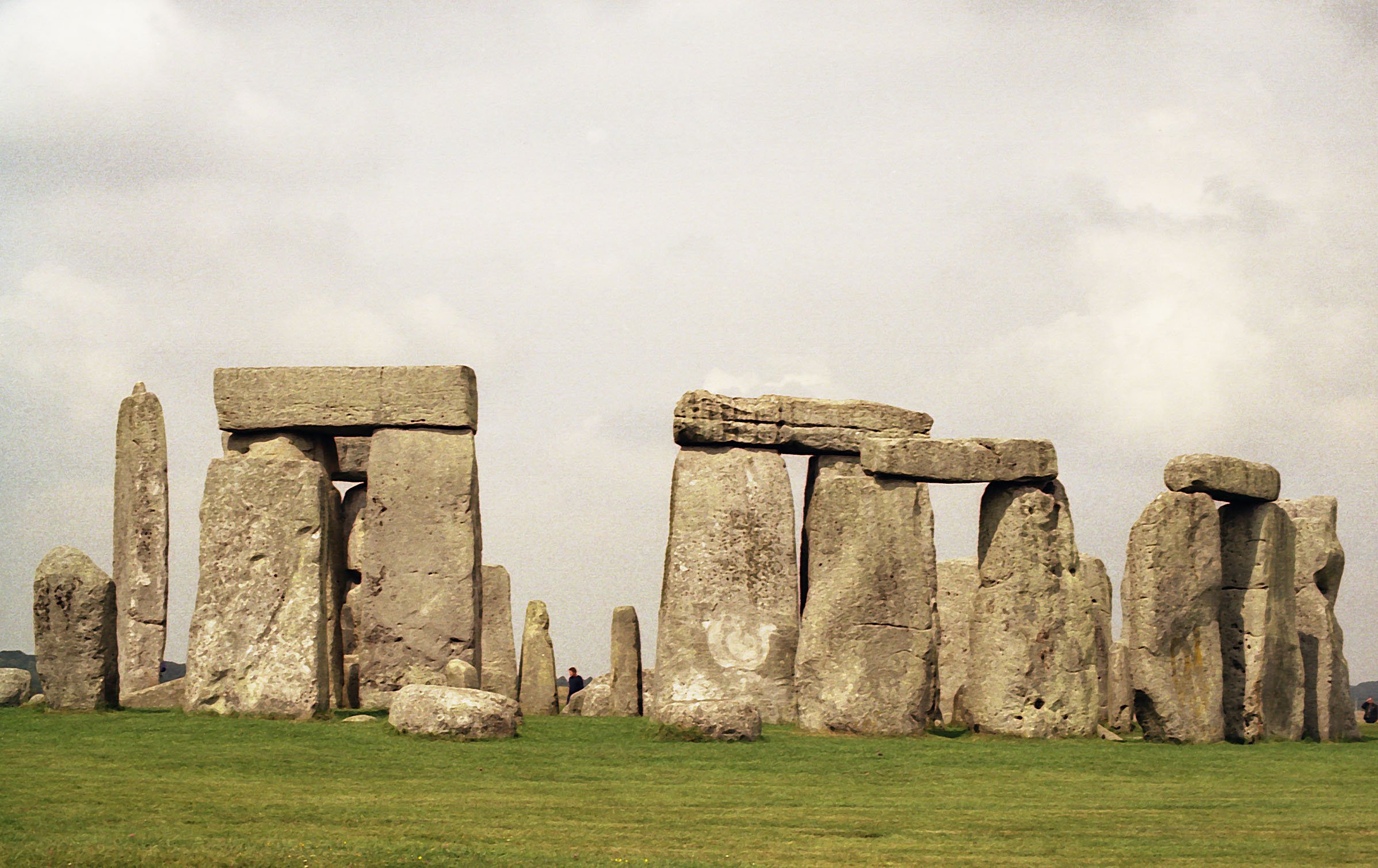
Massi megalitici regolarizzati e sovrapposti (Stonehenge)
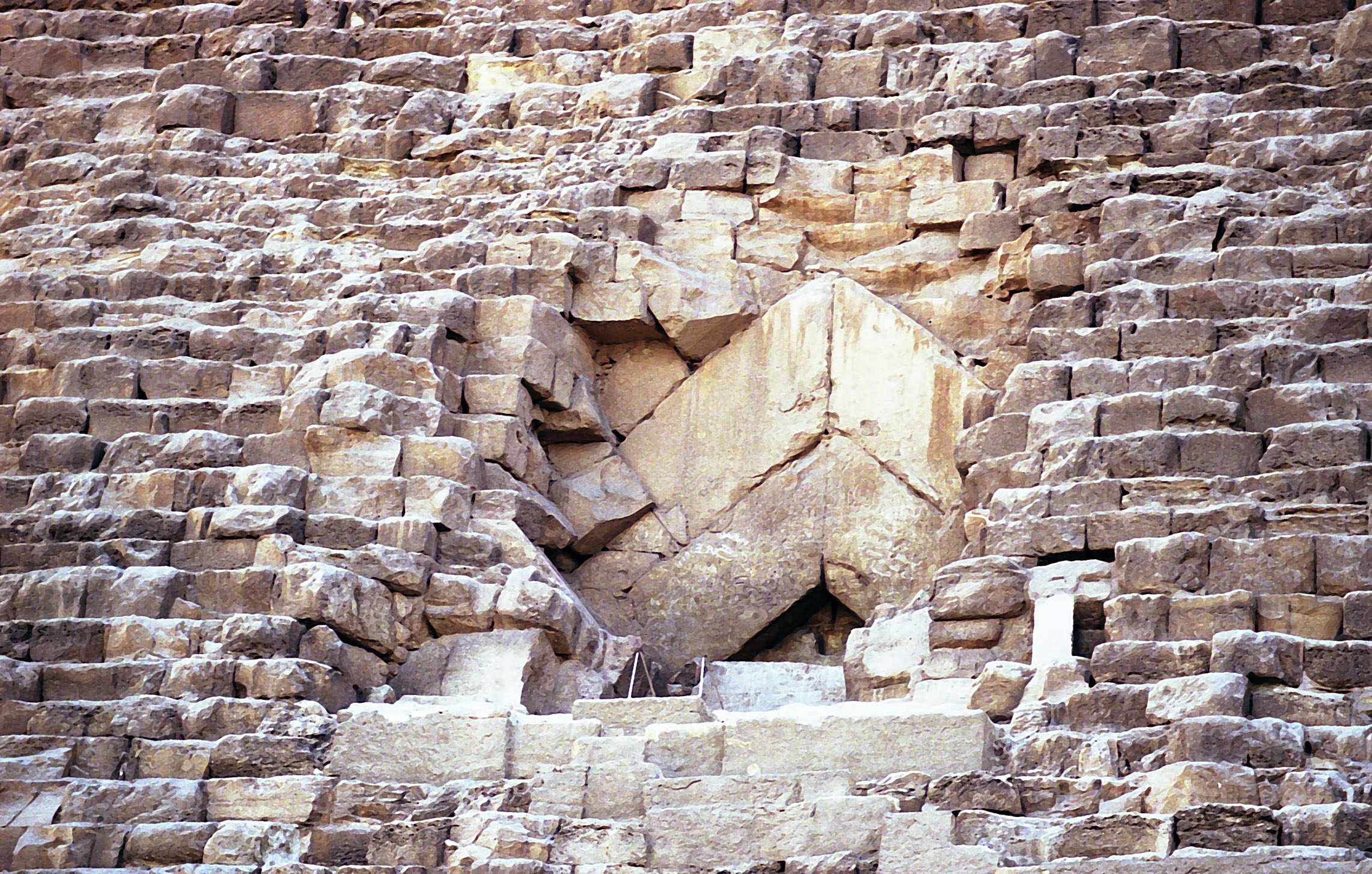
Dislocazione sistematica di prismi di pietra (Giza)
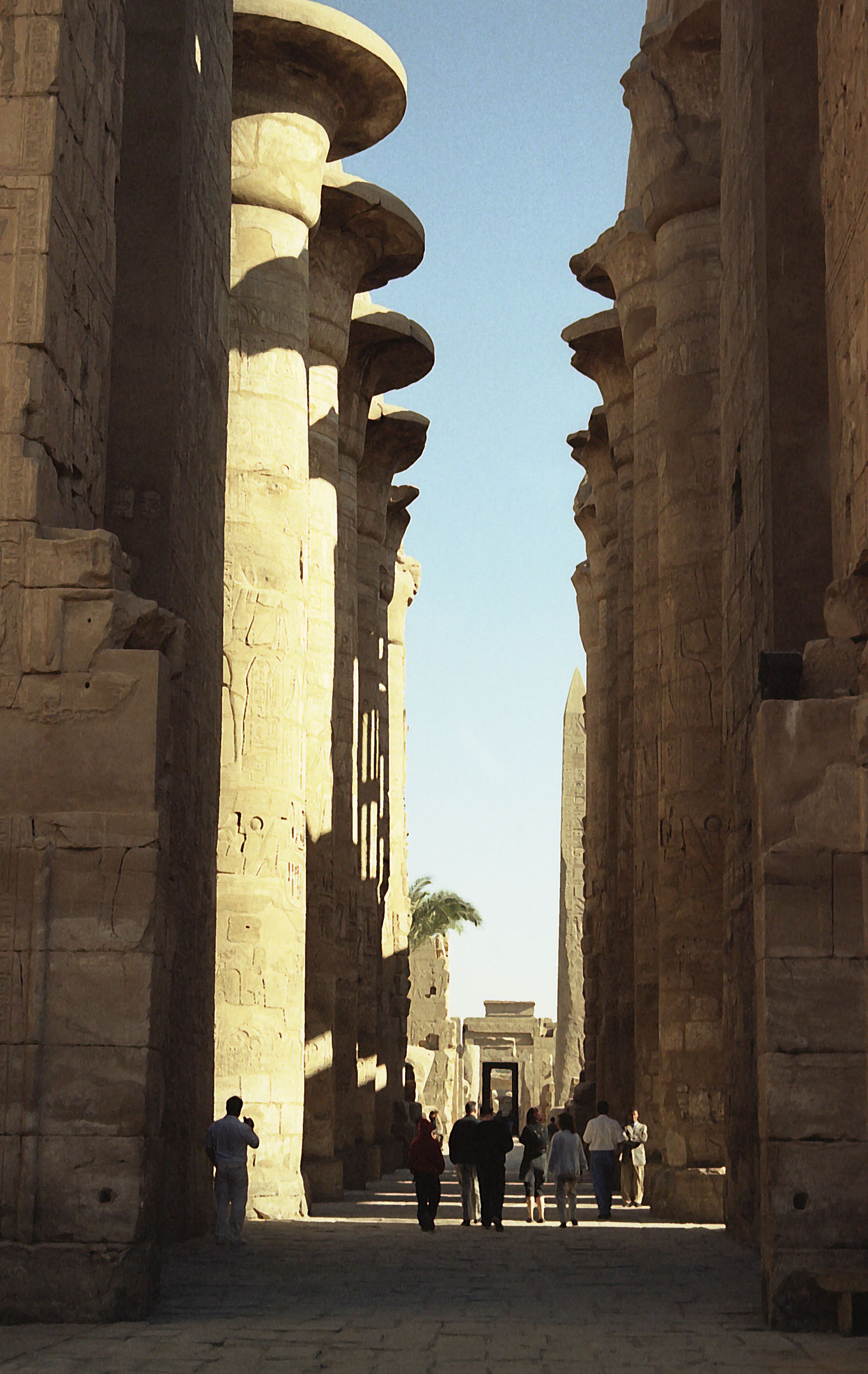
Colonne enormi con piccoli interassi (Karnak)
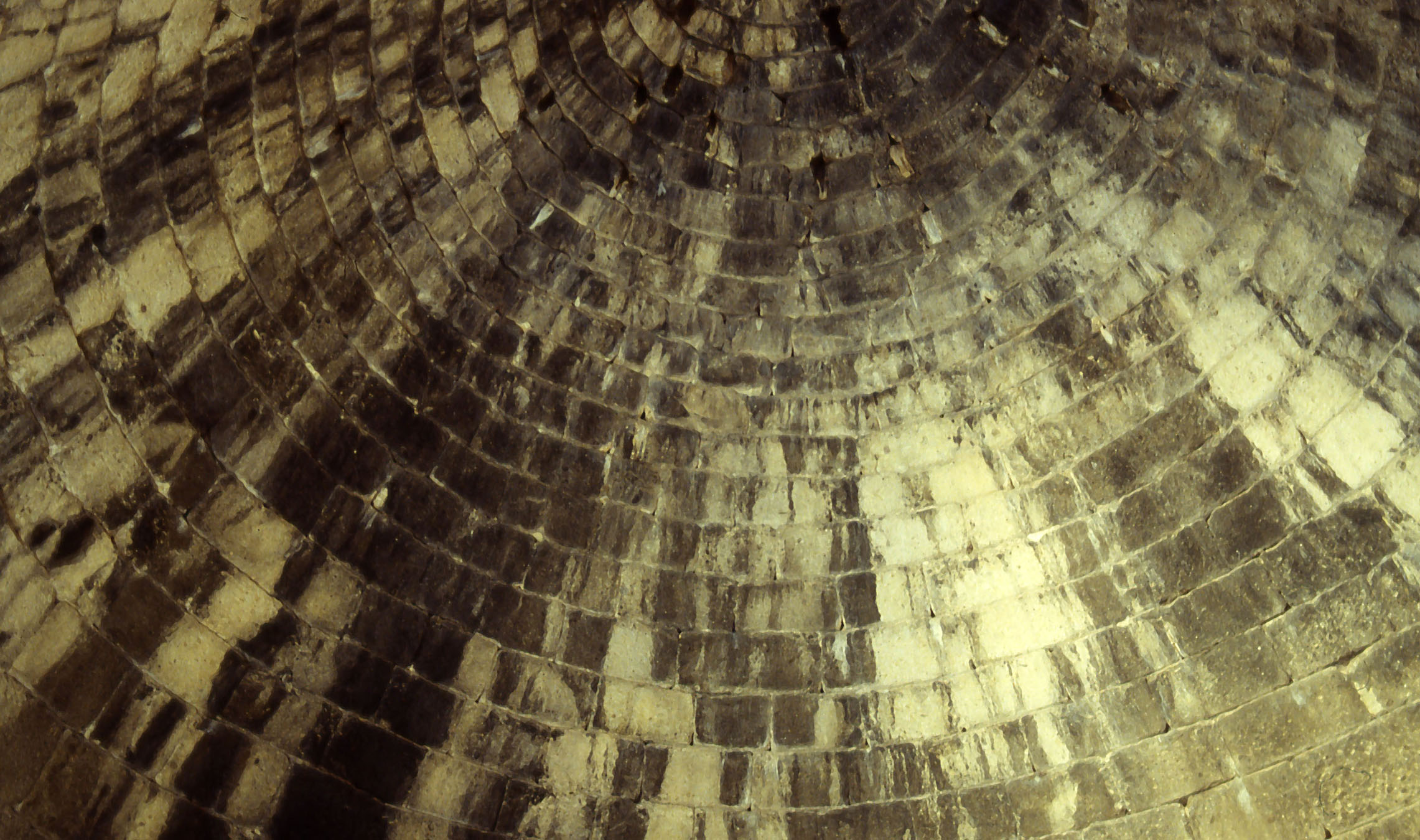
Volta ipogea ad anelli di pietre sagomate in opera (Micene)
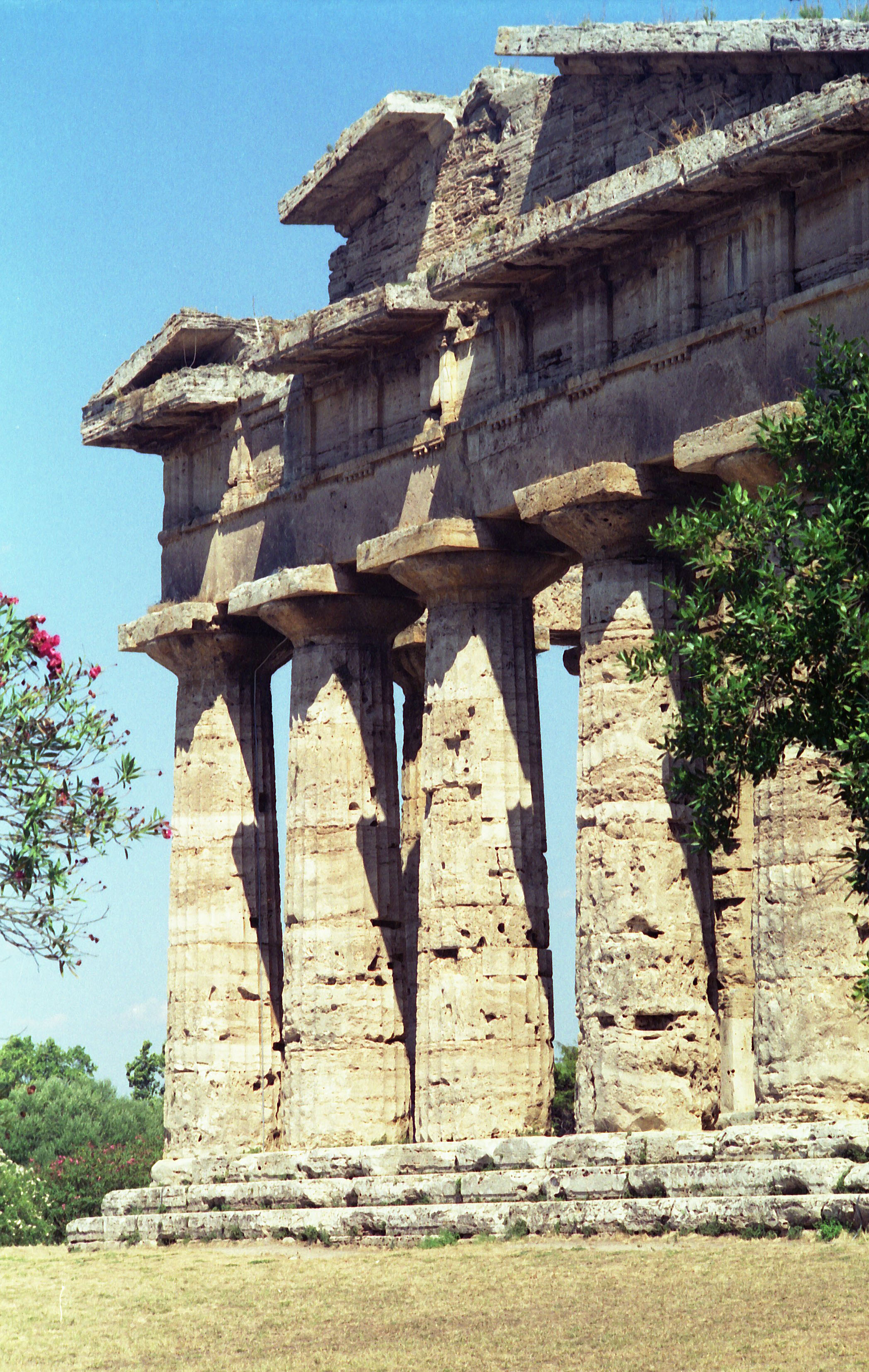
Tempio dorico con colonna, capitello, architrave e timpano (Paestum)

Per osservare strutture in pietra fatte di colonne, eventuali muri, travi e solai bisogna però aspettare la traduzione in pietra delle precedenti costruzioni in legno e fango (cfr. dinamiche evolutive). Questo sistema costruttivo continua a basarsi sulla sovrapposizione di pezzi prima per formare il fusto della colonna, poi il capitello di raccordo, al di sopra le travi e il tetto. I due punti di crisi dei tempi egiziani e greci sono la scarsa resistenza della pietra alla flessione che limita l'interasse tra le colonne e soprattutto la scarsa resistenza agli sforzi orizzontali che rende devastanti gli effetti del terremoto.
Le cose migliorano in parte con l'introduzione dell'arco in epoca romana, nato con la muratura ma applicato anche alle strutture in pietra. Perché le prestazioni strutturali cambino, bisogna però aspettare la maestria dei costruttori gotici quando il sistema costruttivo in pietra diventa solidale nel suo insieme. Integrando tra loro le esperienze acquisite con le strutture intelaiate in legno con il bilanciamento dei pesi nelle strutture pesanti, tra l'XI e il XII secolo d.C. la costruzione delle cattedrali nasce dal bilanciamento delle spinte verticali ed orizzontali attraverso un attento studio della geometria di archi principali e secondari. I sostegni verticali si assottigliano, le murature si svuotano, il sistema pesante si alleggerisce acquistando maggiore solidità.
La progressiva riduzione del peso attraverso la solidarietà della struttura

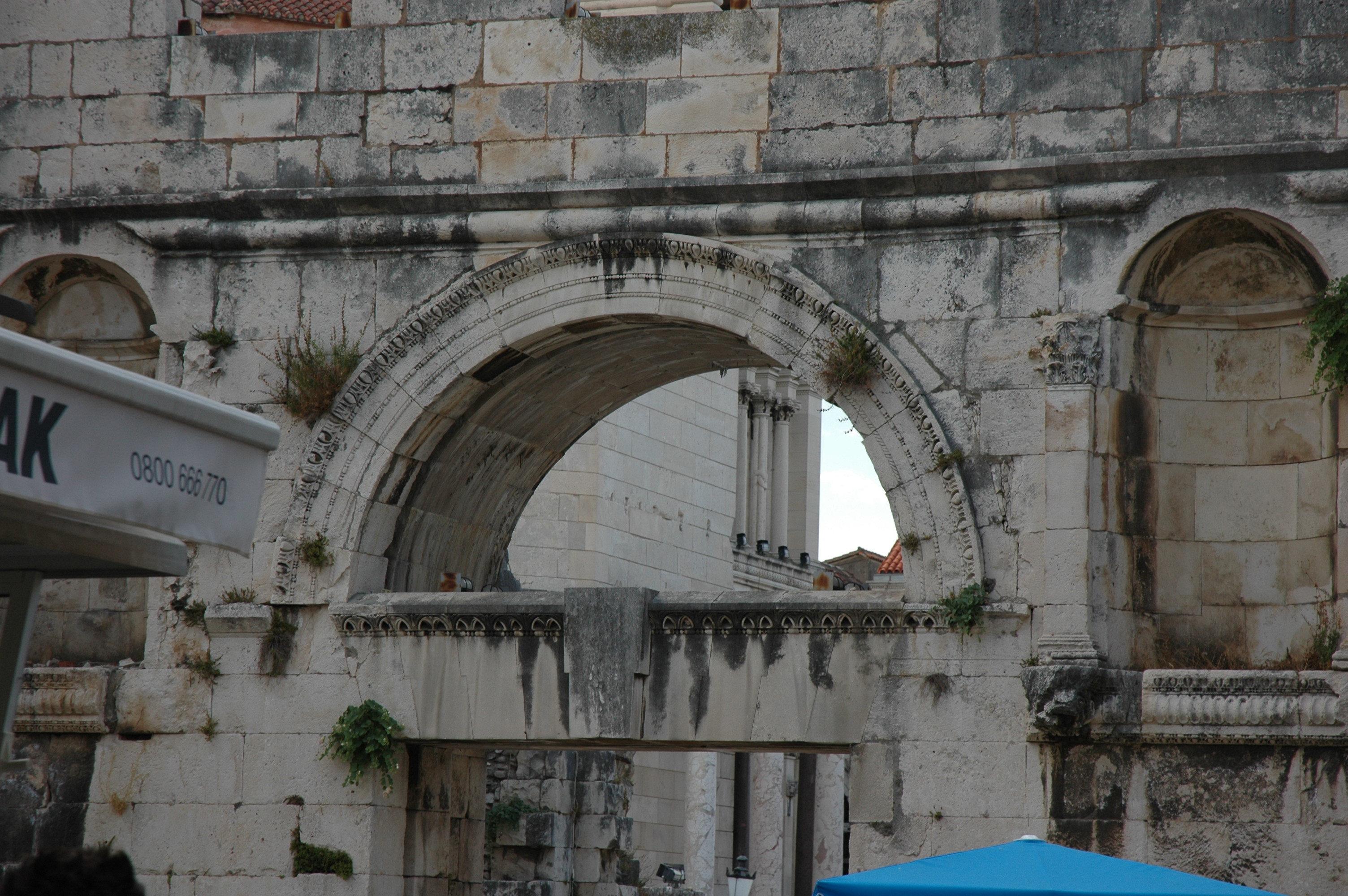
Integrazione delle tecniche murarie in pietra (Spalato)
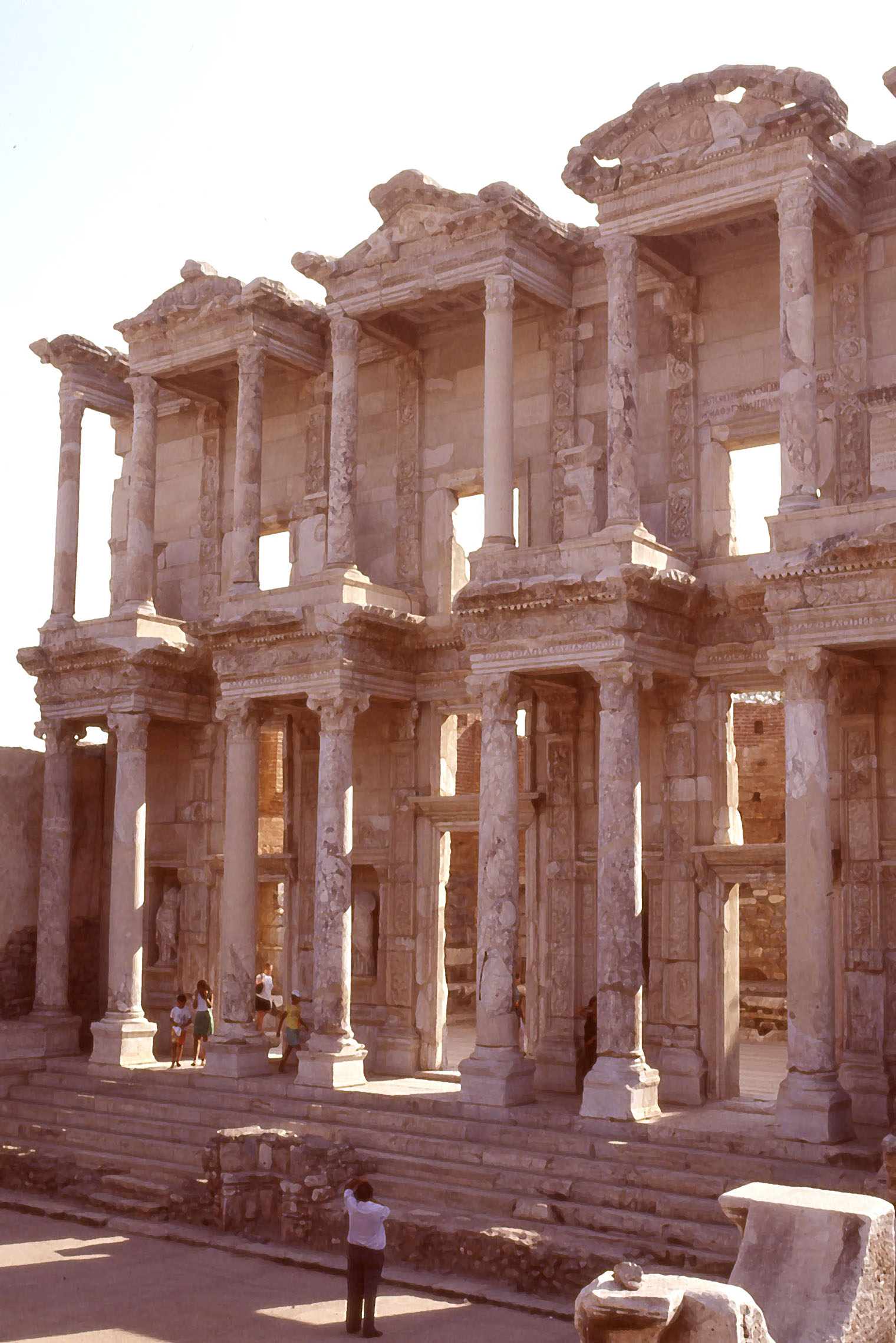
Maestria artigiana nella riduzione degli spessori (Efeso)
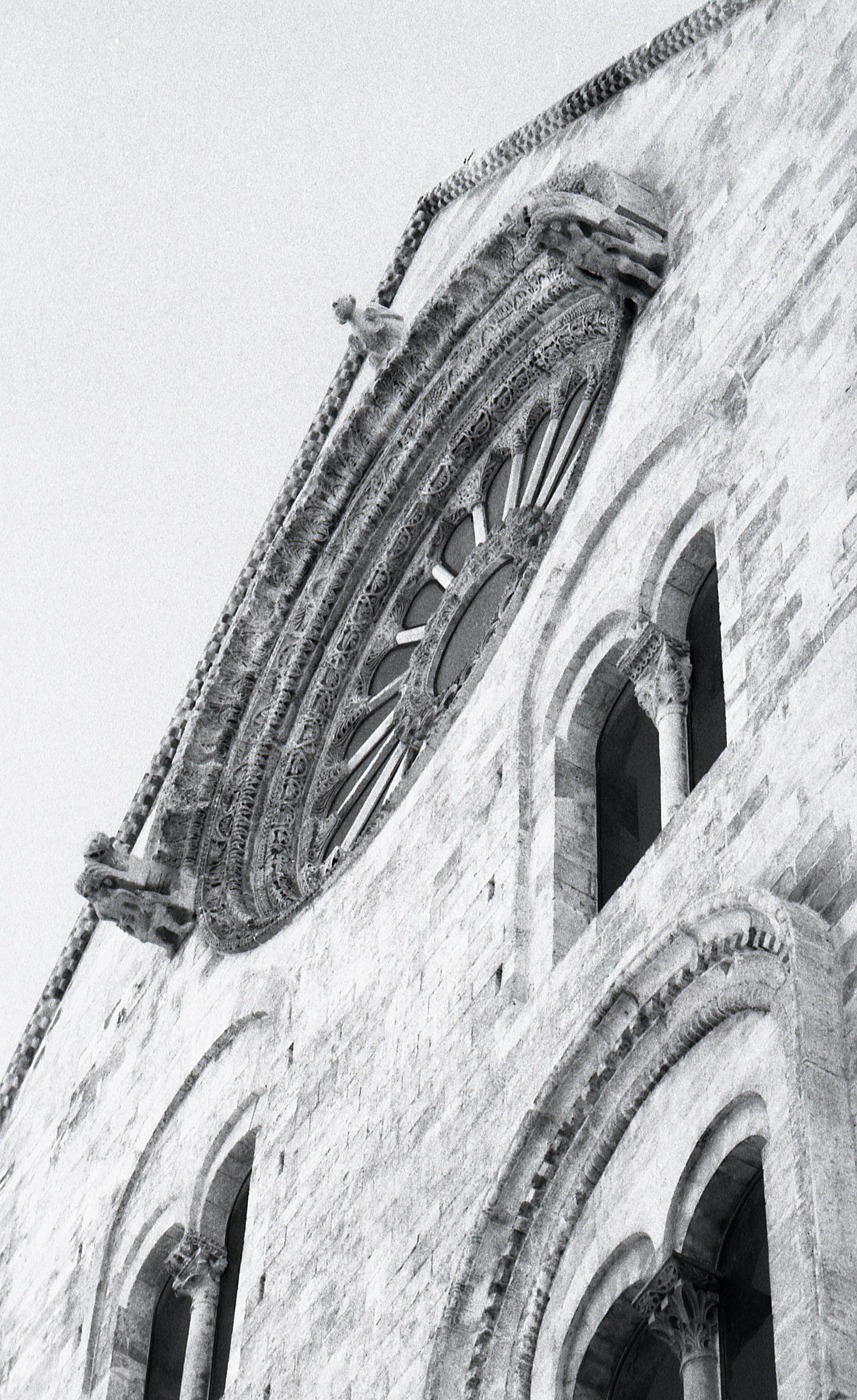
Alleggerimento progressivo delle pareti verticali (Bitonto)
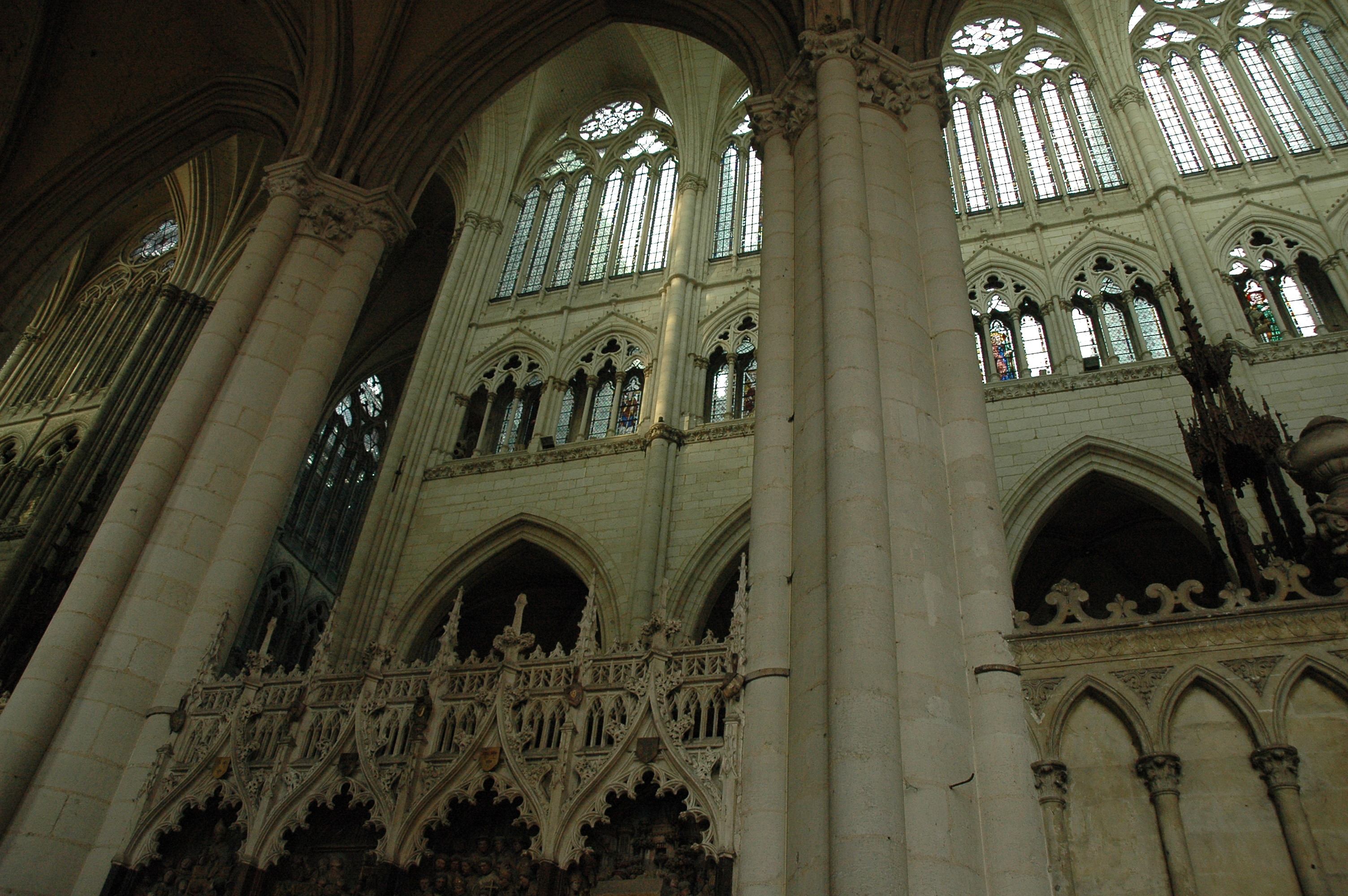
Smaterializzazione delle parti resistenti (Amiens)
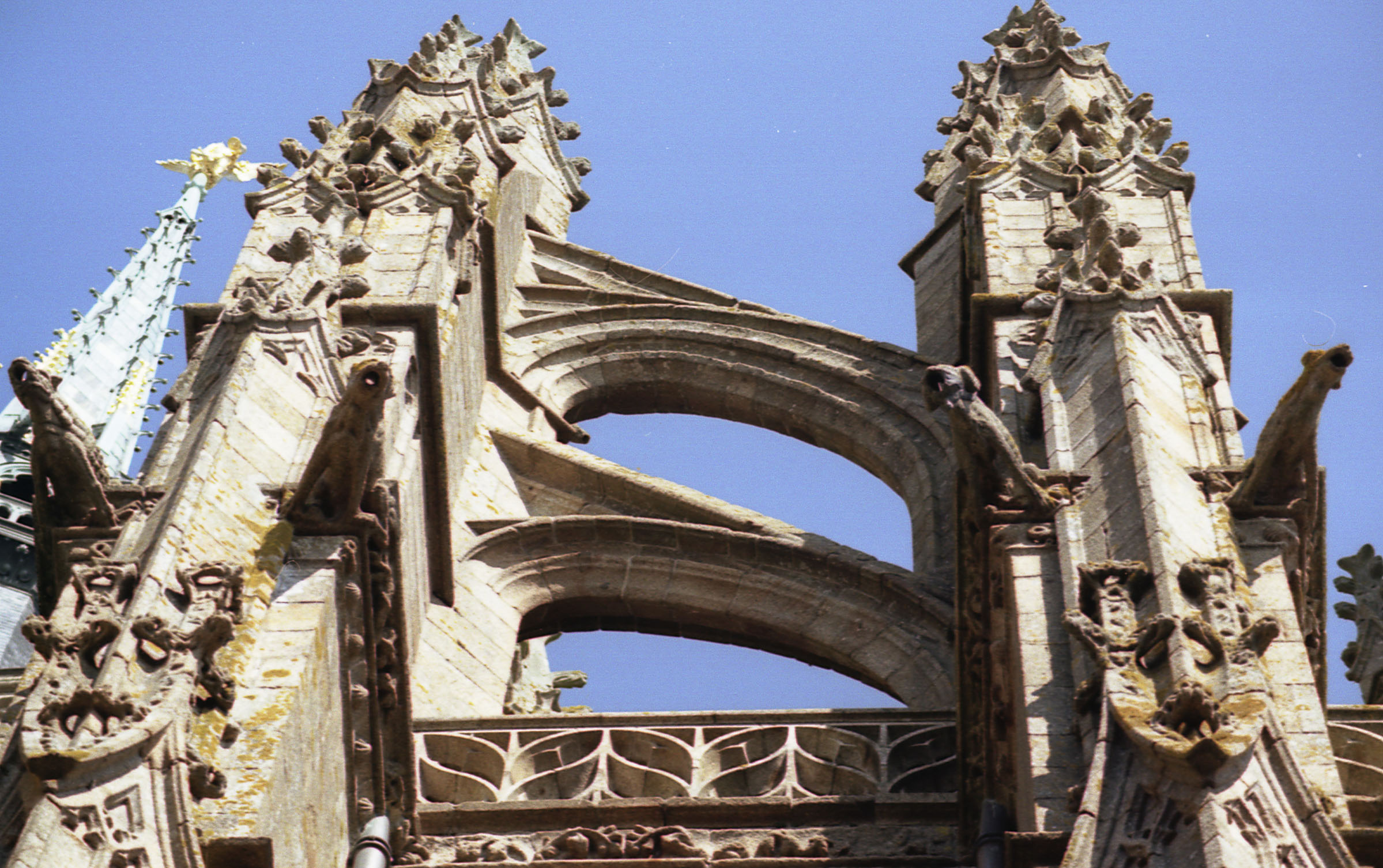
Bilanciamento delle spinte orizzontali (Mont Saint-Michel)

## La muratura
I criteri ispiratori della muratura non sono inizialmente orientati alla pesantezza. È la plasmabilità o modellabilità del materiale che ne suggerisce un uso complementare o subalterno agli elementi portanti in legno. Progressivamente il sistema si emancipa e la messa a punto del mattone, prima in terra cruda poi in terracotta, consente la costruzione e lo sviluppo delle strutture murarie. Anche ai muri di sostegno e alle volte di copertura viene chiesto di proteggere e difendere lo spazio costruito. Gli spessori raggiungono dimensioni considerevoli tanto da apparire sovradimensionati non solo rispetto alla spazio circoscritto, ma anche rispetto alla solidarietà della struttura.
Duttilità del mattone e molteplicità degli impieghi nelle murature

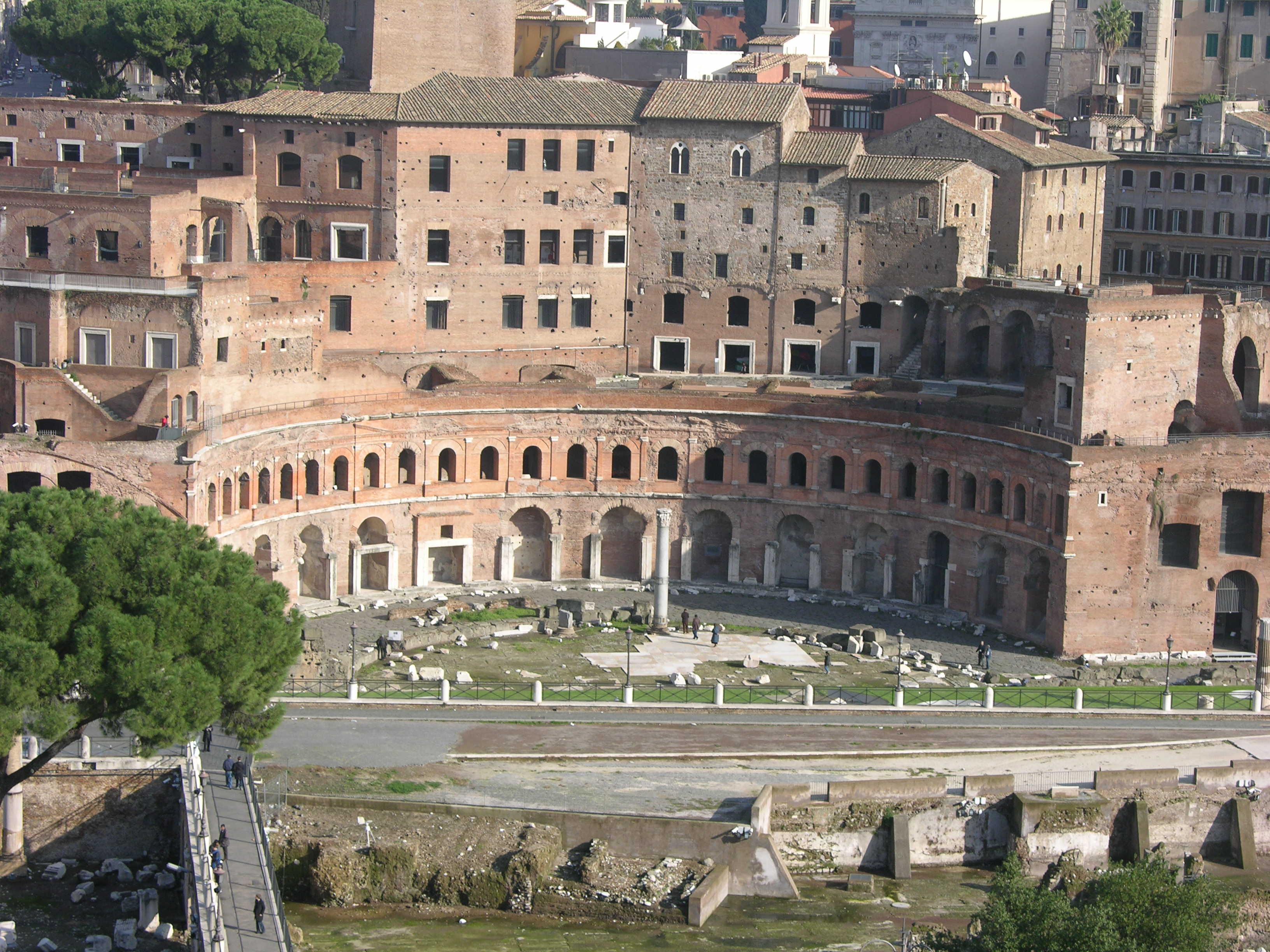
Articolazioni della tecnologia muraria
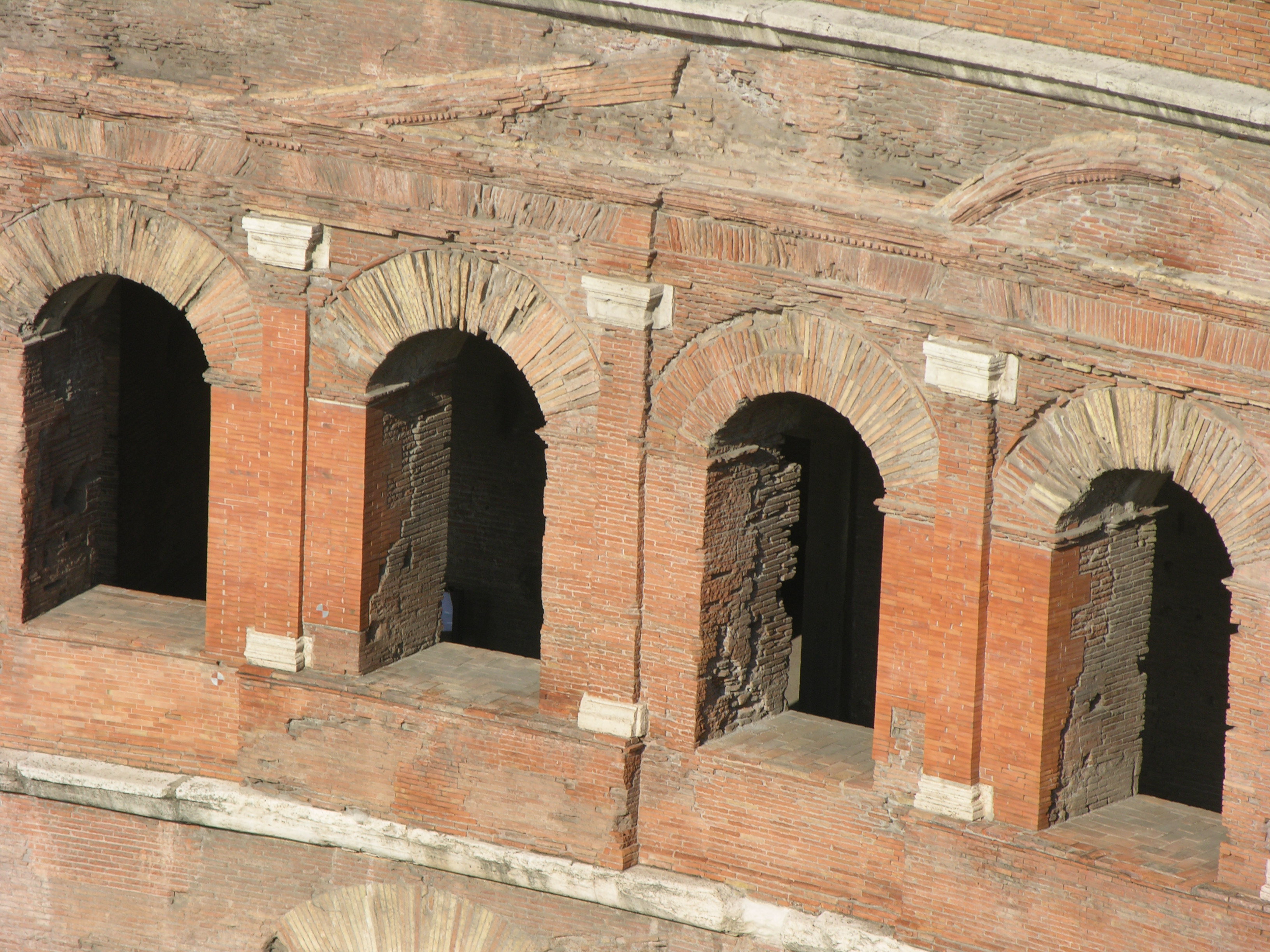
Omogeneità degli elementi strutturali e decorativi
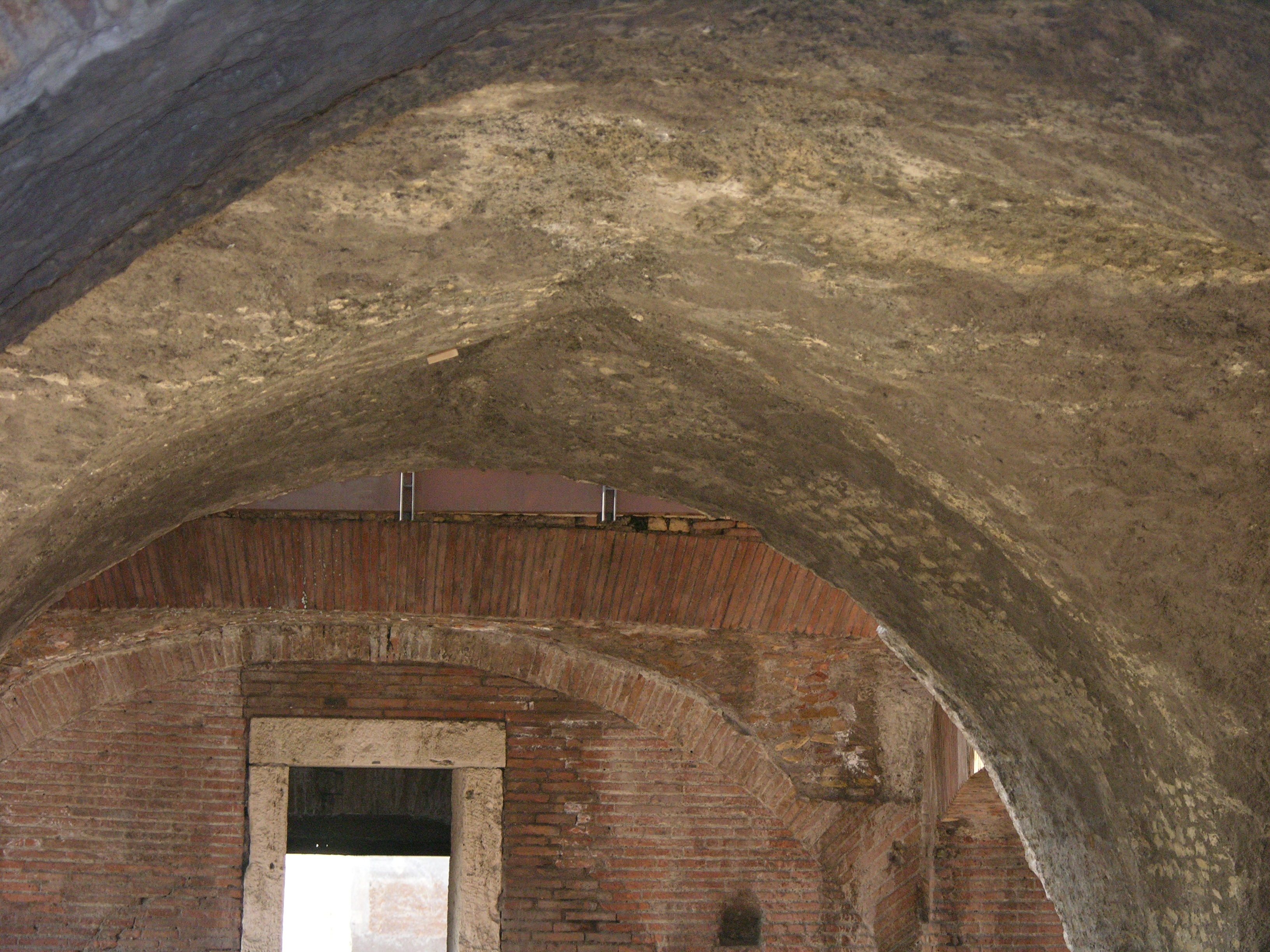
Volte cementizie sempre basate sulla muratura
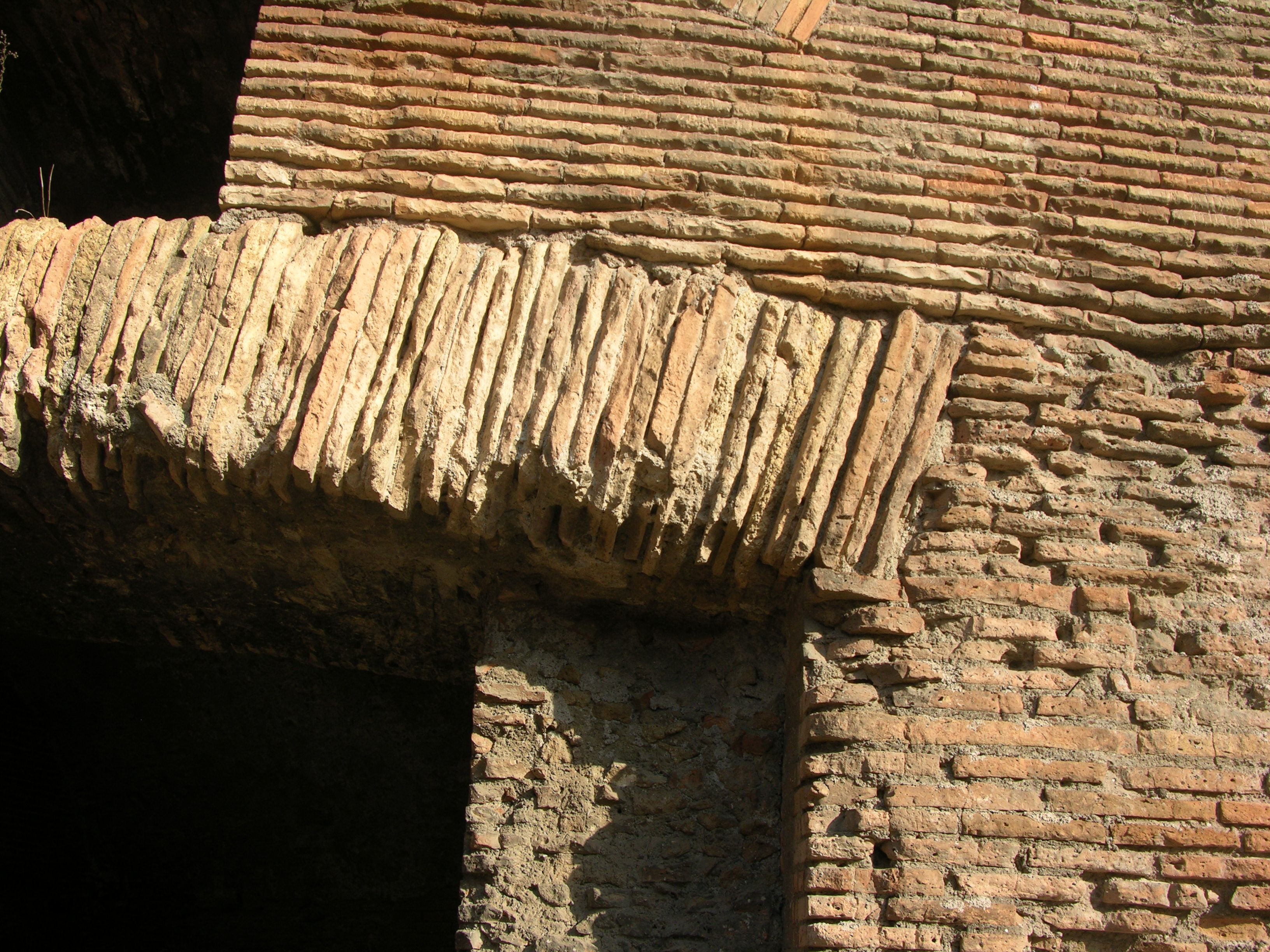
Dislocazioni funzionali dei mattoni nel muro

La tecnica edilizia romana sviluppa un ventaglio di soluzioni basate sul mattone nello stesso tempo ampio, diversificato e integrato. I modi di realizzare il muro (opus), gli archi e le volte sono documentati dalla storia dell'architettura classica e rinascimentale. Va però notata la differenza tra la pietra, che nel Medioevo ispira un'importante innovazione tecnologica e strutturale, e la muratura che invece rimane tecnologicamente uguale a se stessa, salvo qualche recente tentativo di reinterpretazione.

## Il calcestruzzo
Nel XIX secolo appaiono i primi manufatti in calcestruzzo armato che riscuotono immediatamente un notevole successo e si diffondono rapidamente in tutto l'occidente. L'uso del conglomerato nelle murature è presente sin dall'antichità, ma l'introduzione di una armatura metallica rivoluziona la concezione strutturale, le configurazioni realizzabili e i processi produttivi.
Sino dalle prime utilizzazioni il modello adottato dalle costruzioni in calcestruzzo è quello della gabbia di travi e pilastri il più delle volte ortogonali tra loro. Il percorso evolutivo delle strutture in legno, pietra ed infine ferro aveva di fatto prefigurato la gabbia in calcestruzzo, che però grazie alla modellabilità del conglomerato diventa maggiormente adattabile alla specificità dei siti, dimensioni, tipologie edilizie, volumetrie, etc. Le sezioni resistenti del calcestruzzo armato a parità di prestazioni debbono essere maggiori (e più pesanti) di quelle in ferro e a volte anche di quelle della pietra. In compenso l'armatura consente una resistenza alla flessione che libera la struttura da molti dei vincoli propri di legno, pietra e muratura.
Maggiore e minore presenza del calcestruzzo nella definizione dell'involucro

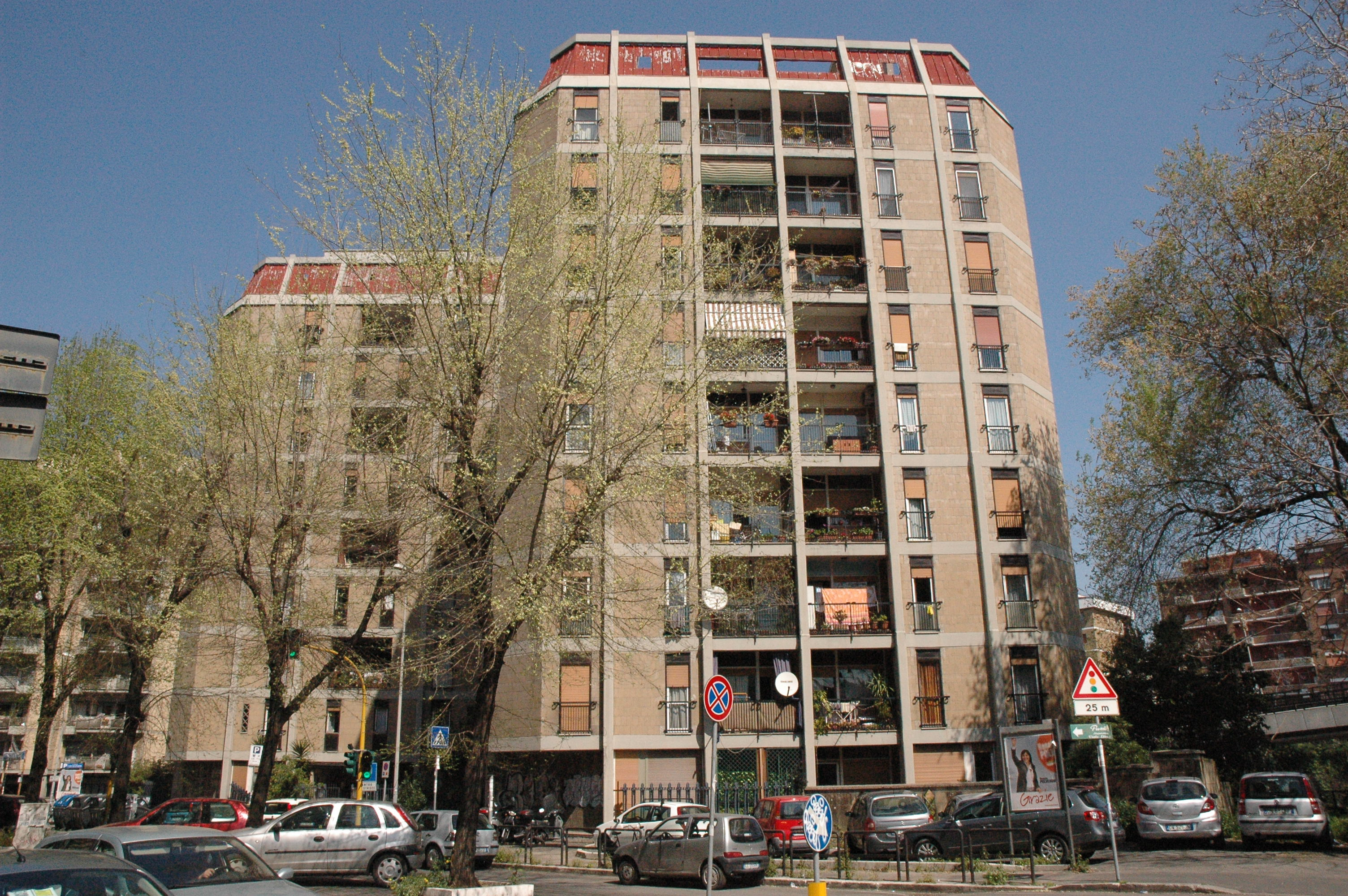
Gabbia portante in calcestruzzo (Mario Ridolfi)
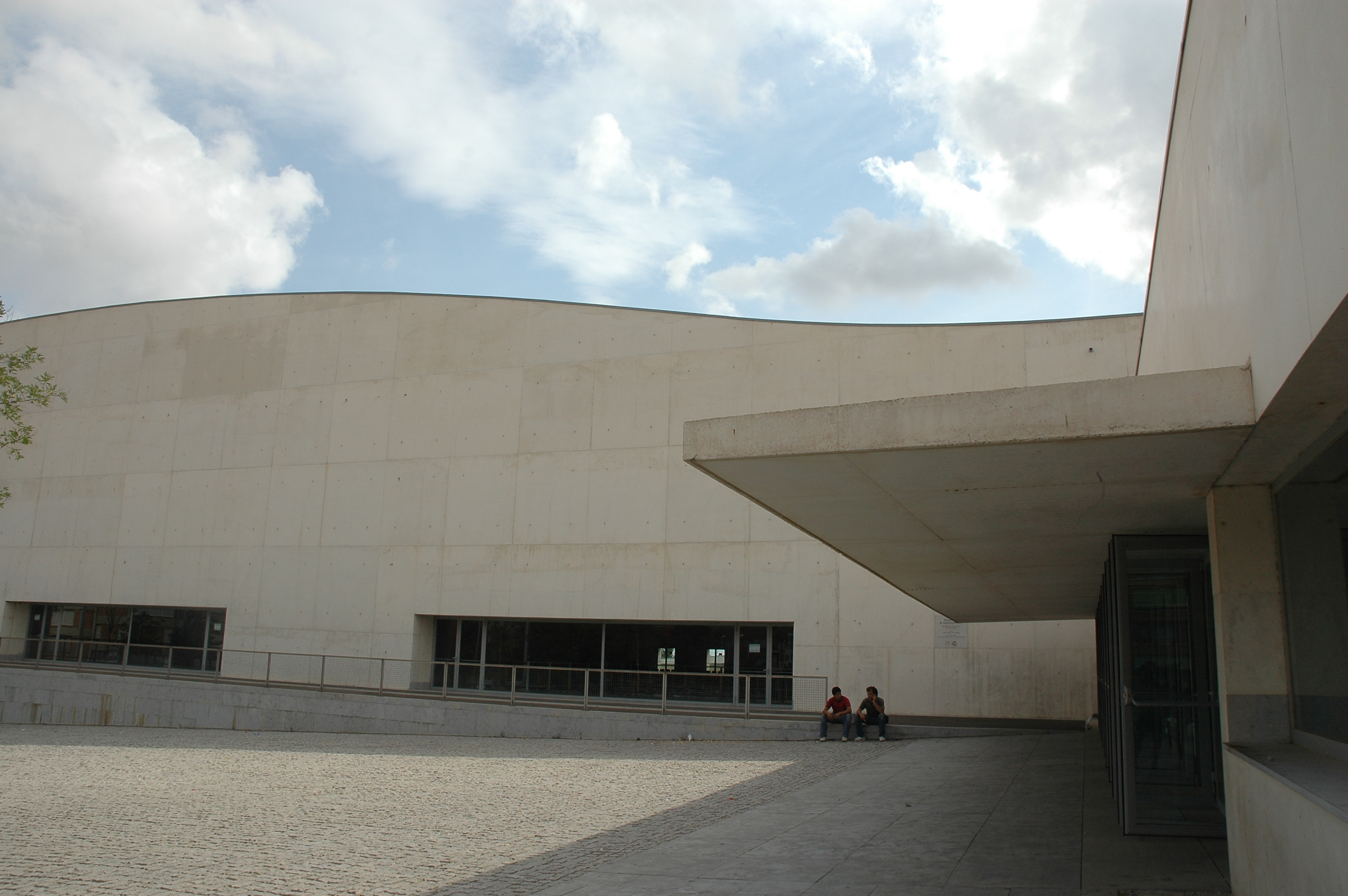
Volumetrie massicce definite dalle parti piene (Álvaro Siza)
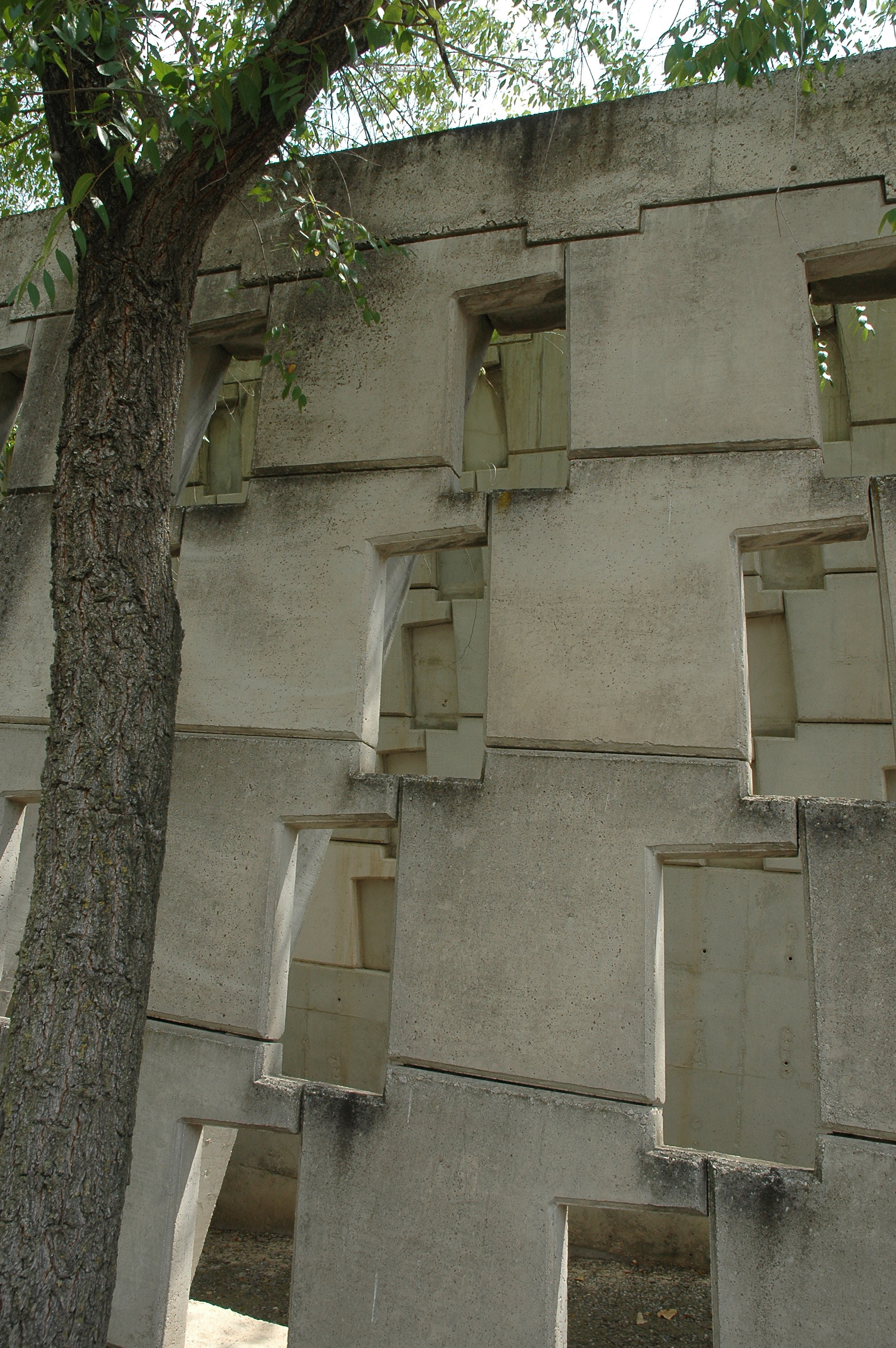
Muro ricomposto come aggregazione di pezzi in calcestruzzo (Enric Miralles)

La pesantezza (relativa e assoluta) del calcestruzzo è riconducibile al rapporto fra tre variabili: lo sviluppo superficiale degli elementi strutturali; lo spessore dell'elemento portante; la quantità di armatura metallica affogata nel getto. La razionalizzazione e meccanizzazione del cantiere edilizio rende conveniente far coincidere struttura e involucro con un uso massiccio del calcestruzzo e quindi un peso elevato rispetto al volume costruito. Anche la fabbricazione fuori opera di pezzi portanti (pannelli parete e solai) richiede un aumento di spessori e armatura per consentire la movimentazione e messa in opera degli stessi. Ma è anche possibile progettare il calcestruzzo riducendo gli spessori introducendo nel getto armature in fibra di carbonio invece di gabbie in tondino metallico. Poi si alleggerisce il conglomerato con inerti espansi al posto di sabbia e ghiaia. Infine si modella la forma in modo da valorizzare al meglio il materiale riducendone le quantità. Per osservare le differenze nel progetto e nella costruzione si possono confrontare: La cité da la Musique (Christian de Prtzamparc, Paris 1995) e il Palazzatto dello sport (Pier Luigi Nervi, Roma 1960); Les Echelle du Baroque (Ricardo Bofill, Paris 1985) e L’Oceanográfic (Féilx Candela, Valencia 2002).
Linee di tendenza per la riduzione del peso con il calcestruzzo

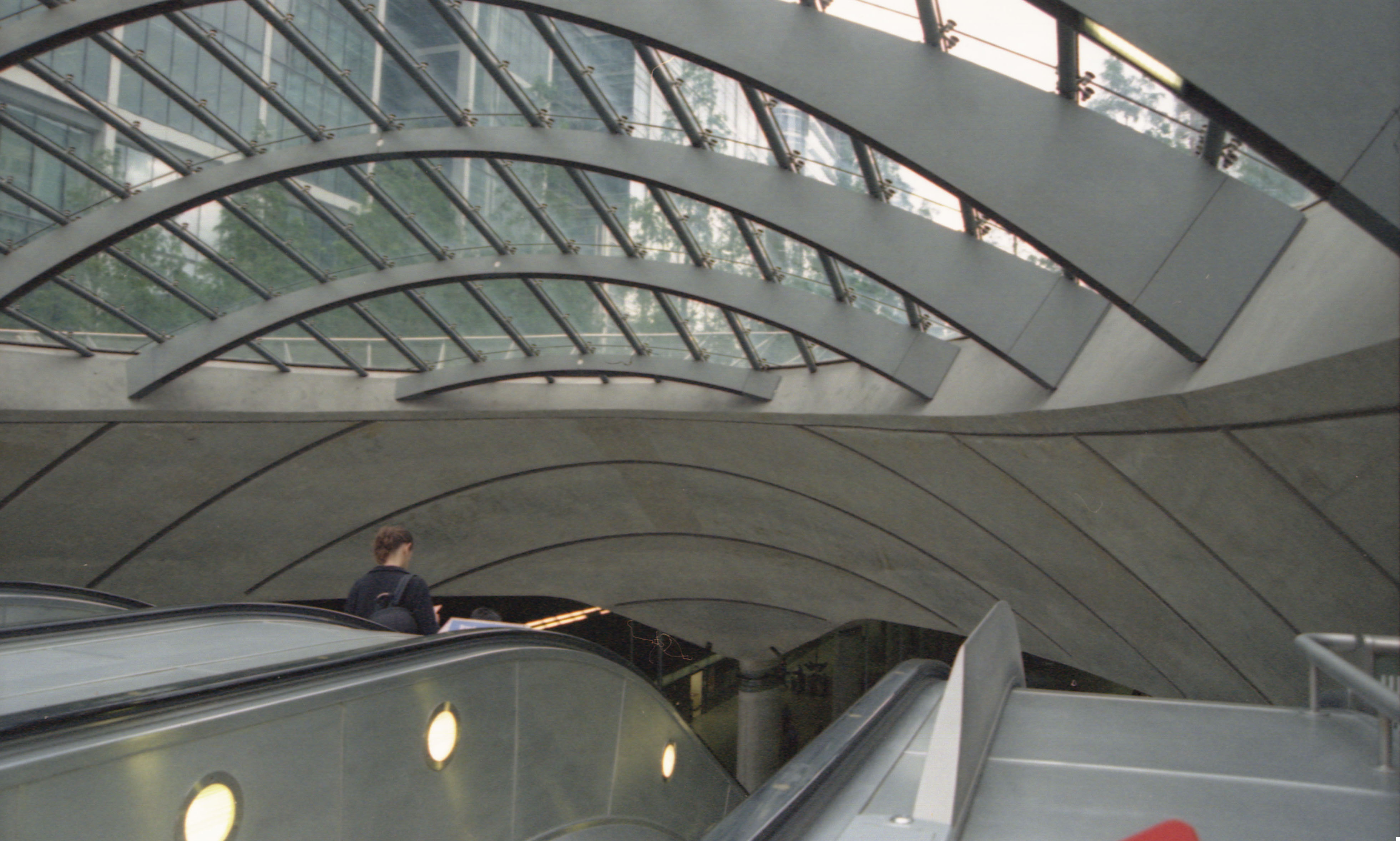
Costole di sostegno della vetrata (Norman Foster)
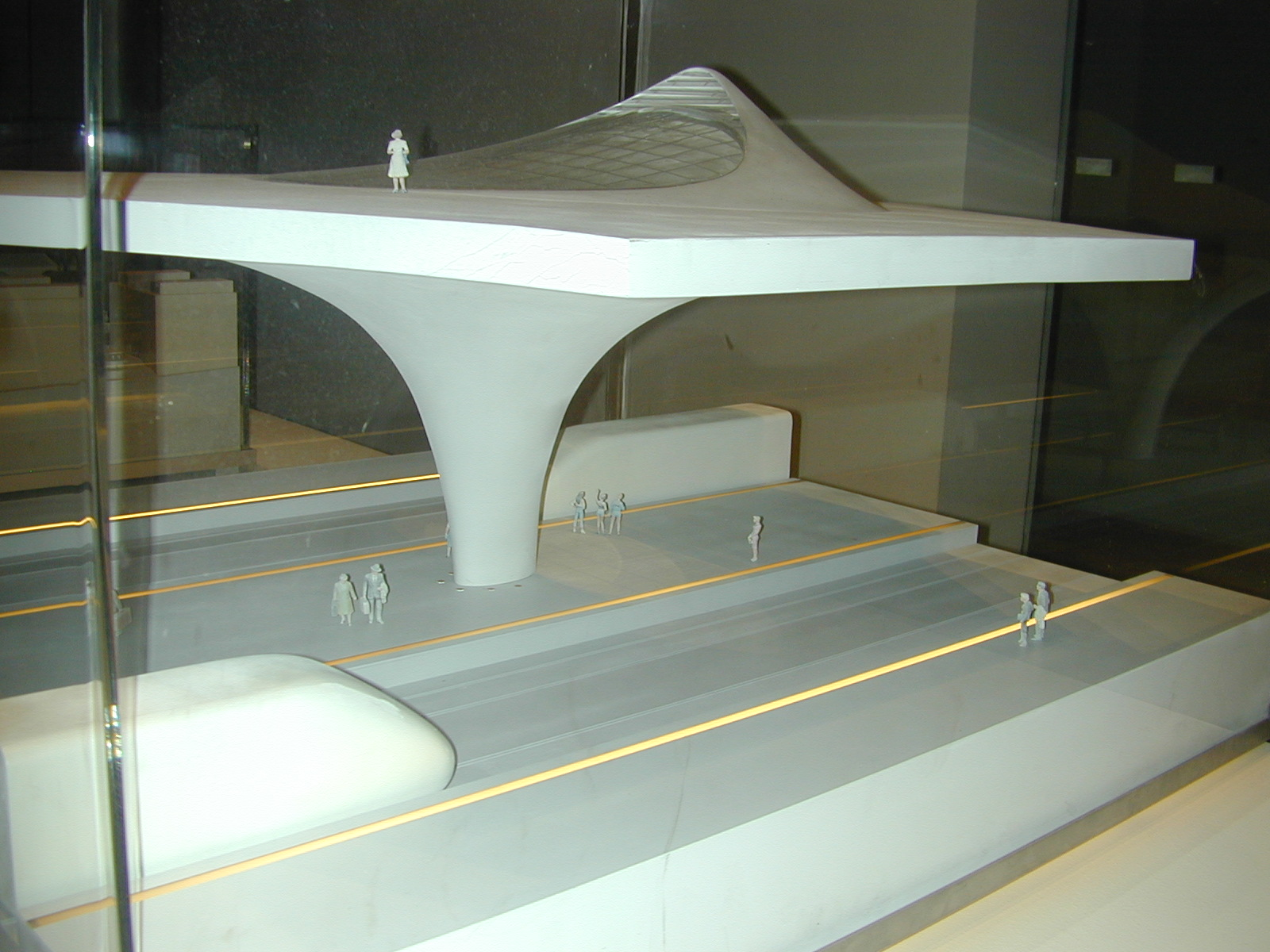
Membrana tesa per minimizzare lo spessore (Frei Otto)
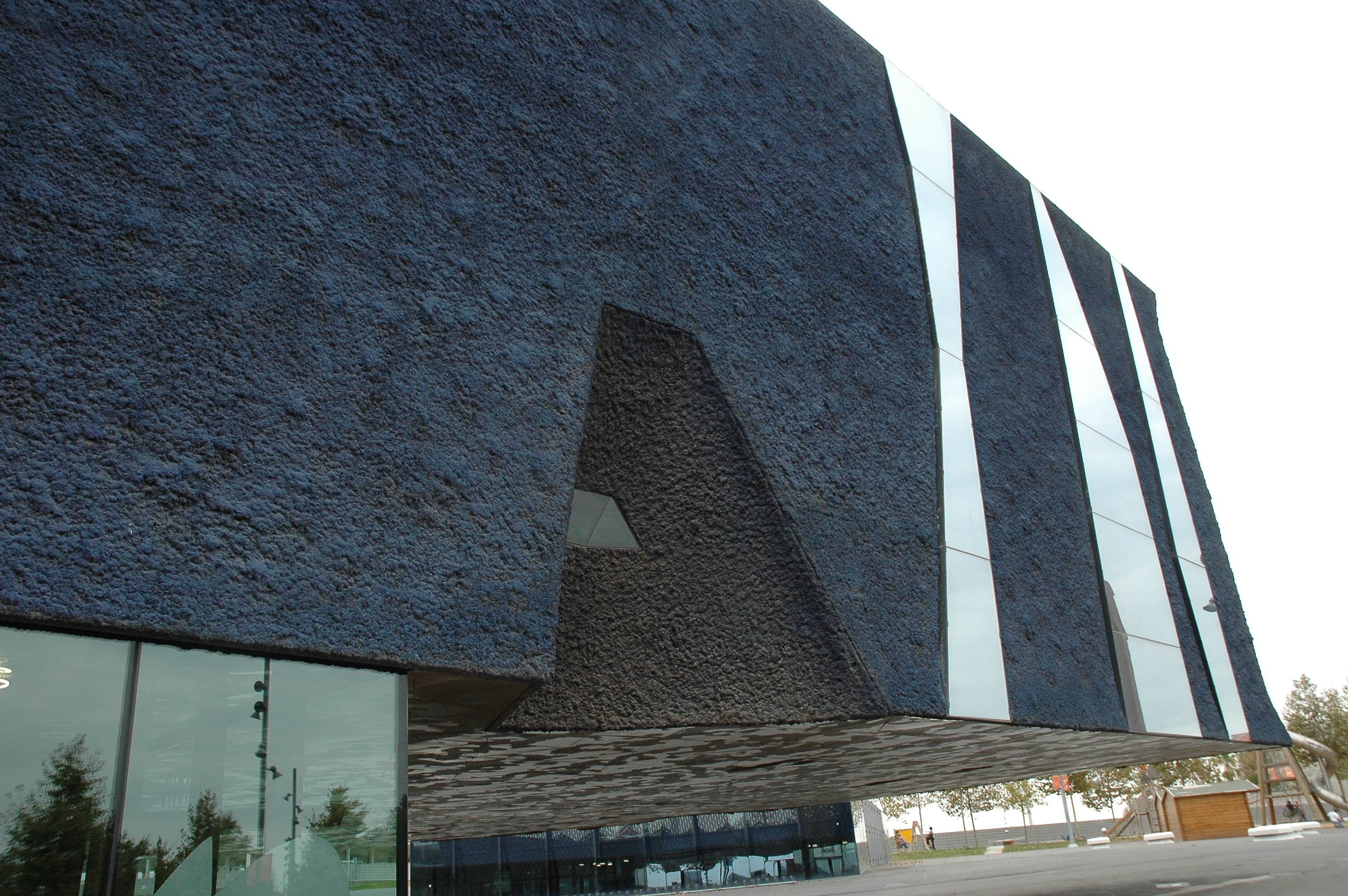
Calcestruzzo espanso per ridurre il peso specifico (Herzog & de Meuron)